# 루이즈 브릴리
루이즈 브릴리(Louise Brealey, 1979년 3월 27일 ~ )는 잉글랜드의 배우이다.